# Myxome cardiaque

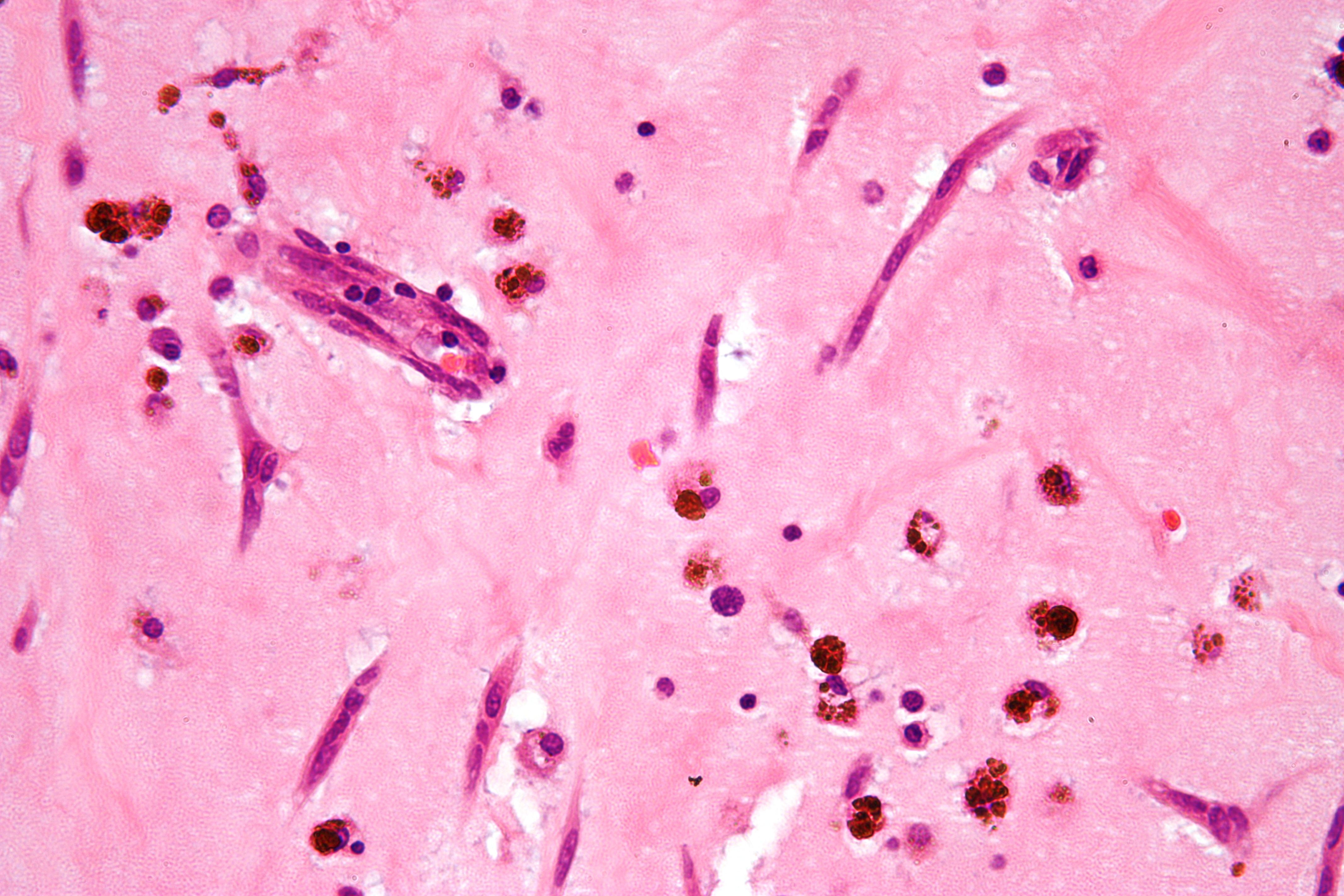
Micrographie à fort grossissement d'un myxome cardiaque.

Le myxome cardiaque est une tumeur bénigne du cœur, siégeant dans n'importe quelle cavité cardiaque, le plus souvent au sein de l'oreillette gauche.

## Histoire
C'est aux alentours de 1559 qu'un médecin, dénommé Colombus, fait un premier diagnostic anatomique du myxome cardiaque. La chirurgie à cœur ouvert n'ayant été développée réellement que vers le milieu du XXe siècle, ce n'est qu'en 1954 que le Dr Craaford a pu faire la toute première exérèse chirurgicale.

## Description générale
C'est une tumeur bénigne, en forme de petite boule, se formant au niveau d'une oreillette ou d'un ventricule cardiaque, le plus souvent au niveau de l'oreillette gauche (dans 3/4 des cas), et dans l'oreillette droite (dans un cinquième des cas). Suivant sa position, elle peut constituer un obstacle au passage du sang dans le cœur, ce qui entraîne chez le sujet des symptômes tels que des essoufflements, des palpitations.
Morphologiquement, le myxome est en « grappe de raisin », puisque celui-ci est accroché à l'endocarde par quelques « filaments » seulement. Le volume du myxome est plus ou moins important ; les plus gros peuvent boucher l'accès à la cavité suivante au sang (avec des risques éventuels d'embolies artérielles). Des syncopes, voire une mort subite, sont observables chez certains sujets ayant un myxome de l'oreillette gauche particulièrement volumineux.

## Épidémiologie
C'est la forme la plus fréquente des tumeurs cardiaques, représentant la moitié de ces dernières. Il est retrouvé dans deux tiers des cas chez une femme, le plus souvent autour de 50 ans.

## Diagnostic
Diagnostiqué à tout âge, le plus souvent entre 30 et 60 ans, il présente une prédominance féminine. Il existe des formes familiales pouvant être associées à des anomalies de la peau et des perturbations de certaines glandes endocrines dans le cadre du complexe de Carney. 
Les symptômes cardiaques diffèrent d'un sujet à l'autre :
- Essoufflement ;
- Pâleurs, malaises ou syncopes ;
- Insuffisance cardiaque pouvant aller jusqu'à une détresse respiratoire ;
- Palpitations...

Il peut se manifester par des signes plus généraux : altération de l'état général, ou simple asthénie, fièvre, syndrome inflammatoire biologique. Rarement, sont décrites des anémies hémolytiques, un syndrome de Raynaud, une diminution des taux de plaquettes (thrombopénie), un hippocratisme digital…
Il peut se révéler par une complication tel qu'un accident vasculaire cérébral, ou une ischémie aigüe d'une autre localisation, secondaire à une embolisation.
Il peut être totalement asymptomatique et découvert lors d'un examen fait pour une tout autre raison.
Ces différents symptômes sont retrouvables dans tous les cas de myxomes intracardiaques, qu'ils soient situés dans l'oreillette gauche ou non.
Le tableau peut faire évoquer celui d'un rétrécissement mitral. Des examens (échocardiographies, scanner, IRM cardiaque…) peuvent confirmer ou infirmer la possibilité de la présence d'un myxome.

## Traitement
Le seul traitement efficace et existant à ce jour est le retrait de la tumeur par une chirurgie à cœur ouvert, utilisant une circulation extracorporelle. 
La chirurgie doit être réalisée avant que ne surviennent des embolies ou des obstructions valvulaires mitrales. Elle nécessite une sternotomie médiane et sous circulation extracorporelle (CEC) avec double canulation veineuse. Cette technique vise quatre objectifs :
- ablation totale de la tumeur ;
- excision de la base d’implantation pour empêcher les récidives ;
- exploration des quatre cavités cardiaques à la recherche d’une autre localisation ;
- explorer les valves cardiaques qui peuvent avoir été lésées par les mouvements systolo-diastoliques de la tumeur.

La morbimortalité chirurgicale est faible, si le patient n'a pas d'antécédents médicaux lourds. À long terme, les résultats sont positifs, mais la récidive reste toujours possible et est d'autant plus fréquente qu'il s'agit d'une forme familiale. Le risque de récidive diminue fortement quatre ans après l'intervention. Le patient est donc astreint à des échocardiographies de surveillance de manière régulière les premières années.